# Kanabagatte, Tarikere
Kanabagatte là một làng thuộc tehsil Tarikere, huyện Chikmagalur, bang Karnataka, Ấn Độ.